# Samuel Alfred Varley
Samuel Alfred Varley (* 1832; † 4. August 1921) war ein englischer Elektrotechniker.
Sein Vater war Cornelius Varley und sein Bruder Cromwell Fleetwood Varley.
1850 verließ er den väterlichen Betrieb und begann 1852 bei der Electric Telegraph Company. 1853 wurde er zum Ingenieur ernannt und mit dem Telegrafenbezirk Liverpool betraut.
Er war einer der ersten Telegrafisten im Krieg und beaufsichtigte auf der Krim die Verlegung des seinerzeit längsten Unterseekabels vom bulgarischen Warna am Schwarzen Meer nach Konstantinopel.
1859 kehrte er zurück nach London und veröffentlichte eine Abhandlung über eine künstliche Leitung, die die Grundlage für das Duplex-Verfahren wurde. Den Ingenieuren kam das unnatürlich vor und sie nannten es Phantom-Kreis oder kurz Phantom. Karl Marx nannte es Gespenst (specter).
1866, etwa zeitgleich mit Werner von Siemens, beschäftigt er sich mit dem Dynamoprinzip und baute eine selbsterregende Maschine.